# 藤森里穂
藤森 里穂（ふじもり りほ、1996年12月3日 -）は、日本のAV女優。NAXプロモーション (New Actor eXperience) 所属。

## 略歴
2021年11月30日、AV王の推薦を受け、スカパー!アダルト放送大賞・Valuable Actress of AV Kingを受賞。
2022年5月2日、SODクリエイト・SOD麗専属女優となる。
2023年9月1日、本中及びOPPAI専属ならびにNAXプロモーション (New Actor eXperience) 所属となる。
2023年10月4日、X(旧Twitter)にて、総フォロワー数が70万人に到達した。
2023年12月17日、Instagramにて、総フォロワー数が20万人に到達した。
2024年3月12日、4月より、専属先の1つである、OPPAIからダスッ!への、移籍が発表された
これにより、引き続き本中と、ダスッ!の、ダブル専属継続も発表された
2024年3月24日、ラジオクロニクル～らじくろ～にて、藤森里穂のねほりはほりほラジオ配信開始
2024年6月4日、X(旧Twitter)にて、総フォロワー数が80万人に到達した。
2024年11月17日、5周年記念　ファンミーティング開催。
2024年12月17-22日、藤森里穂初の写真展を開催。
2024年12月24日、2025年1月より、専属先の1つである、本中からマドンナへの移籍が発表された。これにより、引き続きダスッ!と、マドンナの、ダブル専属継続も発表された。
2025年3月3日、Instagramにて、総フォロワー数が30万人に到達した。
2025年5月3日、X(旧Twitter)にて、総フォロワー数が100万人に到達した。
2025年8月より専属を離れ、3年振りに企画単体女優になる。

## 人物
北野未奈を友人であり同志として挙げている
AVプロデューサーの智子によると、クールに見えて実は熱く、強く見えて実は怖がりとのこと。また、本当は優しくて、面白く、仕事に真剣で、熱く、プライベートの話も面白いと語っている。

## 出演作品

### アダルトビデオ
- メス尻ファック 藤森里穂（2月19日、ドグマ）
- まさか、息子の嫁が… 義父に不倫現場を目撃された不貞妻 藤森里穂（3月1日、プラネットプラス/七狗留）
- M女なセフレ人妻と淫らな性交 藤森里穂（3月12日、コスモス映像）他出演：志田雪奈
- バックでひたすら犯し続ける寝バックビデオレター VOL.2（3月12日、センタービレッジ）
- あなた、許して…。 男やもめのブルース 5   藤森里穂（4月7日、アタッカーズ）
- 産婦人科痴女!! 10何も知らない幼な妻に治療と称して中出しまでっ!!（4月10日、LEO）※オムニバス作品
- 再会 藤森里穂（4月19日、KSB企画/エマニエル）
- 「あ～もったいない♡」 杭打ちピストン騎乗位で膣ヌキしまくった精子まみれの青年チ○ポをフェラしては再びマ○コへ挿入する【PtoMセックス】（5月1日、LUNATICS）
- もっと、もっと深く… アナルの虜になった人妻 藤森里穂（5月7日、アタッカーズ）
- 清楚で人も羨む美人妻は罠に落ち他人棒をぶち込まれながら背徳性交に目覚めた 藤森里穂（5月8日、ヒビノ）
- 人妻の浮気心 藤森里穂（6月1日、人妻援護会/エマニエル）
- えっ!! 友達のカノジョが僕の布団の中に潜り込んできたっ?! 「ねえ、しよっか? 布団の中だったらバレないからしてもいいよ♡」 2（6月5日、LEO）※オムニバス作品
- 奴隷色のステージ外伝 連続中出しアナルショー 藤森里穂（7月7日、アタッカーズ）
- 犯●れても生徒たちを信じ続ける新任女教師 藤森里穂（7月10日、ヒメゴト）
- 夫の目の前で犯されて― 背徳の時間外勤務 藤森里穂（8月7日、アタッカーズ）
- 高飛車家庭教師を肉欲快楽処理女に堕とす 藤森里穂（8月13日、ヒビノ）
- チ●ポをしゃぶりたくてしょうがない妻。家ではどこでも構わずしゃぶってくる。（8月14日、ヒメゴト）※オムニバス作品
- 都合のいい愛人ギャル オヤジ大好きねっちょりSEXを求めるビッチと朝まで中出し不倫06 藤森里穂（8月19日、kira☆kira）
- 美乳喪服未亡人 夫の遺影の前で沈黙の昇天 藤森里穂（10月8日、ヒビノ）
- 潜入!! 噂のリンパマッサージ店 4 「裏オプション、いかがなさいますか?」（11月6日、LEO）※オムニバス作品
- 特命捜査官 性奴隷NTR 藤森里穂（11月7日、アタッカーズ）
- 俺のお母さんは若くてかわいくて、面と向かっては言えないけど大好きだし、俺はずっと再婚してほしくないと思ってる 藤森里穂（11月7日、かぐや姫Pt）
- ささやき淫語で男性を確実に昇天させる絶品中出しチャイナエステ 2（11月13日、BAZOOKA）※オムニバス作品
- 下着モデルを頼まれた義母の溢れ出る色気に我慢できず嫁の目を盗み欲望剥き出しで毎日中出しまくった。 藤森里穂（12月1日、LUNATICS）
- THEドキュメント 本能丸出しでする絶頂SEX 新婚若妻の愛人が淫乱覚醒し輪姦中出し快楽に狂う 藤森里穂（12月1日、美人魔女/エマニエル）
- 神熱AV女優を1日貸切ひたすら本能の中出し交尾。 ACT.02 最旬AV女優×完璧BODY×生ハメ 藤森里穂（12月4日、プレステージ）
- ラッキーな胸チラを発見し、気づかれないように見てたけど、やっぱりバレてた?! 15 ～ヨガインストラクター編～（12月4日、LEO）※オムニバス作品
- 単身赴任してきたお隣さんを巨乳で誘惑中出し杭打ちプレス逆NTR 藤森里穂（12月7日、BeFree）
- 朝起きたら布団の中に義姉が! 密着しながら「挿れたい…」と乳首を背中に押し付ける。 藤森里穂（12月19日、ROYAL）
- 家出して転がり込んだ身勝手な義姉のせいで、 新婚の俺は一か月、強制禁欲させられて―。 藤森里穂（12月25日、マドンナ）

- ヤバすぎるのに気持ちイイ。上司の嫁=俺の元セフレ! 誘惑に勝てず即ハメ×即中出しで社内不倫しつづけている毎日…。 藤森里穂（1月1日、MOODYZ）
- ラッキーな胸チラを発見し、気づかれないように見てたけど、やっぱりバレてた?! 16 ～人妻の日常編～（1月2日、LEO）※オムニバス作品
- 浣腸魔 藤森里穂（1月7日、アタッカーズ）
- 不倫セックスの一部始終を語りはじめた妻に鬱勃起が止まらなくなり… 浮気なカラダを激しく責め立てながら妻に詫びを入れさせた話 藤森里穂（1月8日、アリスJAPAN）
- フェロモンむんむん人妻とひたすら生ハメ中出し浮気交尾 藤森里穂（2月1日、ワンズファクトリー）
- はだかの主婦 目黒区在住藤森里穂 (24)（2月1日、プラネットプラス/裸婦趣向）
- 憧れの女上司とセックスだけの愛人関係になった。 藤森里穂（2月7日、BeFree）
- 夫では満足できなくて… パート先の巨根店長に堕ちた人妻 藤森里穂（2月7日、マドンナ）
- 卑猥なカラダで男を欲情させる 巨乳女医カウンセリングルーム 藤森里穂 浜崎真緒 八乃つばさ（2月12日、million）
- 中出し人妻不倫旅行 藤森里穂（2月27日、ビッグモーカル）
- 10発射精するまでギブアップNG! 痴女お姉さんが射精の限界突破&男潮吹かせまくるM性感ソープランド 藤森里穂（3月1日、MOODYZ）
- 会社の飲み会でしこたま飲まされ目が覚めたらデカ尻女上司の自宅! いやらしい腰つきの超高速グラインド騎乗位で勝手に連続イキする上司のま○こに締めつけられ一晩中何度も中出ししてしまいました。 藤森里穂（3月1日、LUNATICS）
- NTR 部下に寝取られた女上司が復讐鬼になる時 本真ゆり 藤森里穂（3月7日、アタッカーズ）
- 私は夫と交わした3週間の禁欲生活を破り義父のイチモツで悶え狂っていた 藤森里穂（3月12日、REAL）
- 僕はマンションの両脇に住む倦怠期中の隣人妻の誘惑に耐え切れずひたすら浮気中出しをしてしまった… 藤森里穂 舞原聖（3月13日、MOODYZ）
- 自慢の色白巨乳嫁が親父に寝取られ種付けプレスされながら唾液が交わる濃厚接吻まみれで愛し合っていた。 藤森里穂（4月1日、LUNATICS）
- 完全主観で楽しむ藤森里穂との新婚生活（4月1日、プラネットプラス/エモーション）
- Wヤリマンギャルの彼氏スワップ セクテクを駆使した寝取り合い チ●ポが壊れるまで滅多刺す生ハメ痴女ハーレム 藤森里穂 七海ひな（4月1日、MOODYZ）
- 隣のお姉さんの誘惑痴女 中出し騎乗位精子搾りプレス 藤森里穂（4月7日、BeFree）
- この女確信犯!! 常連客が即入れ懇願!! 豹変オイルマッサージ（4月9日、LEO）※オムニバス作品
- 風俗の100倍キモチいい!!ドスケベ淫語で我慢汁ドッバドバ ムチプリ美尻でアホほど抜いてくれるギャル痴女メンズエステ 藤森里穂（4月13日、MOODYZ）
- ナンパ師も驚愕! お持ち帰りした美女は肉食絶倫型プレイ!? 現役バリバリのAV女優「藤森里穂」(本人) だった奇跡。 全て本気イキハメ撮りSEX【解禁】（4月25日、ナンパJAPAN）
- キャリアウーマンの湿ったパンスト 藤森里穂（5月7日、アタッカーズ）
- M性感で会った女王様はまさかの女上司! 会社でも続く痴女プレイで射精させられまくっている俺… 藤森里穂（5月13日、MOODYZ）
- 姑が心底ムカつきます。仕返したい若妻の名案。 「義父の股間を好き放題イジめて良いですか?」 藤森里穂（5月13日、ダスッ!）
- M男の乳首はイキたがっている ～ビックビクッに痙攣し続けるまで乳首を悦ばせる射精LOOP～ 藤森里穂（5月13日、million）
- 中年男と密会不倫 浮気を楽しむ一部始終を記録した人妻ハメ撮り10人 VOL.02（5月13日、UMANAMI）※オムニバス作品
- 彼女のお姉さんは巨乳と中出しOKで僕を誘惑 藤森里穂（5月19日、OPPAI）
- 絶対に手を出してはイケナイはずの美しい姉と僕は血の繋がらない連れ子同士で…。 姉弟という縛りを失った二人が、禁断の中出し不倫に溺れた夏の日―。 藤森里穂（5月25日、マドンナ）
- 射精っても止めないチンシャブ中毒女 藤森里穂（6月4日、ワープエンタテインメント）
- ヤリたい盛りの年下君を生脱ぎパンティで優しく包んで搾り取った主婦 藤森里穂（6月7日、JET映像）
- 二人きりの密室で汗ばむ巨乳女上司に密着囁き誘惑で痴女られまくった僕。 藤森里穂（6月13日、MOODYZ）
- 射精寸前チ○ポを低速こねくりグラインドで焦らしてから爆速杭打ちピストンで射精ギリギリに追い込む変速ギアチェンジ騎乗位 ぶっこ抜き3本番スペシャル 藤森里穂（6月13日、アリスJAPAN）
- 職場の若い男をデカ尻とヒクつくアナルで誘惑し喰い散らかすド淫乱の美巨乳社長妻 藤森里穂（6月25日、人妻花園劇場）
- 「来年、3人でまたハイキングに行こうね…」　息子の手術費用を稼ぐために、愛する妻が1年間資産家の肉便器になる契約を結びました。藤森里穂（7月1日、ミセスの素顔/エマニエル）
- 仕事帰りの性欲を持て余したお姉さんが奥までビショ濡れイキ狂い 藤森里穂（7月2日、ワープエンタテインメント）
- 憧れの女上司と2人きり… 6（7月9日、LEO）
- 出張先で発情チクビッ痴先輩に呼び出されて朝まで乳首こねくり相部屋 またがりギュンギュン騎乗位で中出ししまくったドMな僕… 藤森里穂（7月13日、MOODYZ）
- 脱獄者の終わらぬ性欲発散に捕まった私は濃厚中出しレ×プを受け入れるしかないのです… 藤森里穂（7月13日、ダスッ!）
- 彼女のお姉さんが風俗デビューするそうで… 彼女のお姉さんとその友達の風俗嬢に呼び出され逆3P挟み撃ち中出しでチ●ポがおかしくなるまで練習台にされた僕。 藤森里穂 辻井ほのか（7月25日、本中）
- 心の隙間を埋めるように一晩中ヤリまくった。 浮気と本気 FANZA売上2万超え! 即アニメ化した愛欲×劣情の傑作同人! 藤森里穂（8月1日、MOODYZ）
- やっばい乳首責めと寸止めでM男クンがとろけちゃう無限射精オーガズム 藤森里穂（8月1日、Fitch）
- マッチングアプリで出会ったセックス依存症のお姉さんにコンドームの箱が空になるまでヌかれまくった。 藤森里穂（8月7日、BeFree）
- 帰郷した僕を惑わす汗だく義姉の中出し妊活性交 藤森里穂（8月7日、マドンナ）
- 初解禁 恥辱の緊縛浣腸 藤森里穂（8月7日、アタッカーズ）
- 娘の絶倫彼氏に避妊の方法を1回教えるつもりが… コンドームの箱が空になるまでハメまくってナマ中出しまでしちゃったワタシ… 藤森里穂（8月13日、MOODYZ）
- 不倫ディスタンス 学生時代のコーチに犯されて、快楽漬け調教で羞恥と屈辱の中でマゾで痴女に堕ちていった人妻 藤森里穂（9月7日、AVS collector’s）
- 彼女が3日間家族旅行で家を空けるというので、彼女の友達と3日間ハメまくった記録 (仮)  藤森里穂（9月14日、アリスJAPAN）
- 爆乳セレブ妻と濃厚オヤジの中出し交遊浪漫 GO to 不倫トラベル 藤森里穂（9月28日、痴女ヘブン）[10]
- 「店長、今日は帰らせないから…」 時短営業逆NTR 閉店後、妻に隠れて密になる2人。子宮に擦り付けイキ狂う腰使いに何度も何度も中出ししてしまった僕… 藤森里穂（10月5日、MOODYZ）
- 色気ムンムン女上司に仕組まれた相部屋マラ喰い逆NTR 朝までムチ乳デカ尻中出しプレスで10発ヌカれたボク… 藤森里穂に10月5日、ワンズファクトリー）
- 媚薬BDSM 強力媚薬とぶっかけで快楽失神地獄 媚薬調教File13 OL24才巨乳で色白、気が強い管理職 藤森里穂（10月5日、AVS collector’s）
- 受精宿 子種に飢えた民宿の巨乳姉妹と逆3P種付け性交 八乃つばさ 藤森里穂（10月5日、Fitch）
- 藤森里穂8時間BEST 17本番38発射（10月5日、MOODYZ）※単体ベスト
- 【日常エロ】偶然遭遇した夢のようなエロシチュエーションで普段なら絶対無理めな彼女とのラッキースケベな体験がコチラ (6話) 3（10月8日、LEO）※オムニバス作品
- すっぴん女教師と性交 先生の素顔に理性が吹き飛んだボクは朝まで中出しをし続けた… 藤森里穂（10月19日、PREMIUM
- 私、実は夫の上司に犯され続けてます… 藤森里穂（10月19日、溜池ゴロー）
- 拘束した状態で金玉カラッポになるまで性感開発! ＜亀頭責め・強制連射・男潮吹き＞ 骨抜き悶絶射精M性感ヘルス 藤森里穂（10月19日、OPPAI）
- SF性闘士コスプレNTR オタッキーな義理兄に仕込まれた七炫コスのキャラ姦でメス堕ちしちゃった巨乳人妻 藤森里穂（10月26日、Smartmedia production）
- 藤森里穂の凄テクを我慢できれば生★中出しSEX!（11月2日、ワンズファクトリー）
- え…お母さん!? 彼女と間違ってバックから即ハメ中出し!! 久しぶりのチ○ポに発情しケツ穴を拡げて誘惑してくる彼女の色白デカ尻母に中出ししまくった 藤森里穂（11月2日、LUNATICS）
- 藤森里穂 8時間 ATTACKERS THE BEST（11月2日、アタッカーズ）※単体ベスト
- 気が強い高貴な人妻令嬢は、アナル調教で従順な奴隷と化して…。 藤森里穂（11月9日、マドンナ）
- コンビニ本部の女 8  逆襲の低賃金バイト 藤森里穂（11月9日、JET映像）
- 妻の入浴中に即ハメ! 即中出し! 呼べば秒で来る同フロア愛人と時短不倫 藤森里穂（11月16日、溜池ゴロー）
- 気高き潜入捜査官 媚薬アクメ中出しと高潔な使命感のせめぎ合いの果てに… 藤森里穂（11津16日、PREMIUM）
- 拷問される女 ―煉獄の蜜肉― 第二話：華麗なる女神の秘唇を貪る残酷な淫獣 藤森里穂（11月16日、BabyEntertainment）
- 残虐昇天三角木馬 Part3 ～悪魔の重力にイキ殺される炎上女体～ 完全撮り下ろし! 7名の悶絶轟沈（11月16日、BabyEntertainment）※オムニバス作品
- 藤森里穂4時間 SUPER BEST（12月7日、BeFree）※単体ベスト
- セクハラママさんバレー! 4  ハイレグブルマ姿の人妻10人が挑む過酷なエロトレーニング（12月14日、かぐや姫Pt）
- 騎乗位キメセク 相部屋になった嫌いな上司に媚薬を飲まされて馬乗り腰振り暴走潮吹きアクメ 藤森里穂（12月21日、MOODYZ）
- スペンス乳腺開発クリニック 藤森里穂（12月21日、OPPAI）
- 本番なしのマットヘルスに行って出てきたのは隣家の高慢な美人妻。弱みを握った僕は本番も中出しも強要! 店外でも言いなりの性奴隷にした 藤森里穂（12月21日、溜池ゴロー）
- 100人斬りヤリチン限定ホロ酔い逆ナンパ 痴女王を本気イキさせたら中出しSEX 藤森里穂（12月23日、Materiall）
- 侵入者 聞かされ続けた妻とレ●プ魔の媚薬キメセク孕ませボイス 藤森里穂（12月28日、本中）

- BBP ビッグブラックペニスに堕ちた女捜査官 藤森里穂（1月4日、アタッカーズ）
- 角オナニー 擦り付けたら止まらない 5  13人（1月4日、かぐや姫Pt）※オムニバス作品
- 社員旅行で狙われた新人OL 3（1月7日、LEO）※オムニバス作品
- ほぼ確実に浮気してるけどなかなか尻尾を出さない妻との気が気じゃない新婚生活 藤森里穂（1月11日、アリスJAPAN）
- 人妻洗脳 ～隣人の性奉仕奴隷に堕とされた人妻～ 藤森里穂（1月11日、マドンナ）
- 拘束ビッチルーム 身動きできない男のチクビをビンビンになるまで弄って、焦らし寸止め、最後は爆ヌキ! 藤森里穂（1月18日、kira☆kira）
- 彼氏と倦怠期の女上司に猛烈アナルクンニしてしまってから何度も浮気中出しセックスしているボク…。 藤森里穂（1月18日、PREMIUM）
- 超高級中出し専門ソープ 藤森里穂（2月1日、MOODYZ）
- 卑猥なベロ責めトランス! 射精バカになるまで男の自由を奪ってヤル! 藤森里穂（2月1日、ワンズファクトリー）
- 事務員の妻に得意先のクレーム対応を任せていたら理不尽な要求で謝罪させられ脱がされ巨根でパコられて…… 僕が気付いた時には身も心も寝盗られてしまっていた的な話です…… 藤森里穂（2月8日、JET映像）
- エッチな年上のおねえさんは好きですか?（2月10日、LEO）※オムニバス作品
- 射精管理 出張先で痴女上司にペニスリングを装着されて常にガチガチ勃起チ○ポをひたすら焦らされる3日間 藤森里穂（2月15日、MOODYZ）[13]
- 呼べば性欲処理しに来てくれる巨乳の愛人肉便器と体液まみれの不純異性不倫 藤森里穂（2月15日、OPPAI）
- バイト先NTR 欲求不満な人妻の愚痴を聞いていたら毎日中出しSEXできた 藤森里穂（2月15日、溜池ゴロー）
- 倦怠期の人妻教師に罰ゲームで告白したらまさかのOK! チ●ポの相性が良すぎて休憩10分間のショートタイム密会で最低2、3回は誘惑時短中出しされてます… 藤森里穂（3月1日、MOODYZ）
- THEドキュメント 本能丸出しでする絶頂SEX バツイチ欲求不満美女のスケベ丸出し連続ORGASM 藤森里穂（3月1日、美人魔女/エマニエル）
- キレカワ美女 密着いちゃラブSEX 藤森里穂（3月16日、MAXING）
- ドスケベ愛人二人の奪い合い中出し不倫。ジェラシー淫語と暴走杭打ち騎乗位で朝まで射精され続けたボク… 藤森里穂 北野未奈（3月22日、痴女ヘブン）
- 下着姿でうろつく美尻お姉さんたちが毎日ボクの精子を搾り尽くすTバック痴女シェアハウス逆5P生活 藤森里穂 月乃ルナ 篠田ゆう 夏希まろん（4月5日、MOODYZ）
- 発射無制限! プレイの途中で何度発射してもOKいつでも出し放題ソープ 藤森里穂（4月19日、OPPAI）
- 浮気がバレたある日、彼女の巨尻ママに高速騎乗位で何度もお仕置き中出しさせられまくった僕。 藤森里穂（4月26日、本中）
- これが本気のアヘ顔!! 私、イクとこんな顔になっちゃうのSP 4（5月12日、LEO）※オムニバス作品
- 欲求不満すぎて射精しても終わらせてくれない絶倫人妻たちとW隠し子づくり中出し不倫温泉旅行 月乃ルナ 藤森里穂（5月17日、溜池ゴロー）
- 藤森里穂 The Complete Best 8時間 可愛らしさとイヤらしさを併せ持つGカップ美女13本番SPECIAL（5月24日、マドンナ）※単体ベスト
- 【SOD 麗専属】人生初64日間オナ禁・H禁後の性欲解放4本番 藤森里穂（6月9日、SODクリエイト）
- 1カ月禁欲後の爆発オーガズム 勃起薬ODで鋼鉄チ〇ポM男を15発射精させるモンスター中出しSEX 藤森里穂（7月7日、SODクリエイト）
- 藤森里穂 8時間BEST（7月19日、溜池ゴロー）※単体ベスト
- 狙われたシロムチおっぱい!! 背徳のヌルテカオイルマッサージ（8月4日、LEO）※オムニバス作品
- キス魔が顔面まで舐め回す濃密接吻 & 涎交換 & 全身リップ! ベロンベロン舐め変態SEX 藤森里穂（8月11日、SODクリエイト）
- 傲慢イケイケ女上司がゴミクズ無能部下と出張相部屋 パワハラに逆上されて失禁するほどイカされて中出しされ続けた 藤森里穂（10月6日、SODクリエイト）
- 部屋結界 ドマゾver. ～貞操観念が高くていつも見下しているような女でも完全に僕の思い通り イヒ!～ 藤森里穂（12月8日、SODクリエイト）

- 連れ込みマジックミラー号 凄テク女王、藤森里穂が街角の素人を次々とハンティングする逆ナンチャレンジ中出しSEX！ 藤森里穂（1月12日、SODクリエイト）
- 出勤率の低くなったオフィスで後輩社員達を悪魔的なベロしゃぶバキュームキッスで次々と食いまくる女上司の誘惑中出し騎乗位SEX 藤森里穂（2月9日、SODクリエイト）
- BAZOOKA Premium Legend 藤森里穂 4時間BEST（2月14日、BAZOOKA）
- 君、ただのセックスは知ってるみたいだけど、一番気持ちいいセックスは知らないんだね…杭打ち騎乗位で尻肉を揺らしまくって精子を一滴残らず搾り取って中出しさせる淫語お姉さま 藤森里穂（3月9日、SODクリエイト）
- まるっと！藤森里穂（3月20日、プラネットプラス）
- ATTACKERS 女優名鑑 藤森里穂 15時間（4月4日、アタッカーズ）
- 「こんな奴に感じてしまうなんて…絶対認めたくない！」強気なギャルが大嫌いな僕に拘束されて糸引くほど愛液垂らして開発中出し調教 藤森里穂（4月18日、kira☆kira）
- パワハラ上司の巨乳妻を3日間、僕専用メイドで飼って中出し謝罪させた。 藤森里穂（4月18日、本中）
- 時給アップと引き換えに極悪店長の性処理業務を受け入れた巨乳バイトの深夜シフトNTR 藤森里穂（4月18日、OPPAI）
- 僕をダメにするド痴女ナース 寝込みを襲われぐっちょり涎ベロキス＆杭打ちピストン中出しでチ○ポバカになるまで精搾されてしまう僕 藤森里穂（4月25日、痴女ヘブン）
- 極美スタイル令和No.1痴女藤森里穂8時間BEST2nd（5月2日、ムーディーズ）
- 行列が出来る中出し中毒公衆便女 濃厚オヤジの追撃種付けプレス20連発大乱交 藤森里穂（5月2日、ワンズファクトリー）
- 「既婚のアナタからSEXしたいって言ったんだから私は不倫じゃないわよ？」 酔うとチ●コ触る人妻巨乳上司に4時間の焦らし拷問 理性が性欲に負け2時間ぶっ続けの不倫中出し懇願セックス 藤森里穂（5月16日、E-BODY）
- 最高すぎた不倫生活。 年下のくせにオレをダメにする新卒愛人沼で溶かされて…。 藤森里穂（5月16日、プレミアム）
- 隣家のゴミ部屋へ苦情を言ったらコドおじが性欲モンスター化！異臭の中で絶対に逃がさない抜かずの孕ませ絶倫ホールド中出し 藤森里穂（6月20日、OPPAI）
- やっぱり、妻が好きだ！倦怠期だった僕ら夫婦が久しぶりにSEXしたら...やっぱり体の相性抜群で朝まで何度も求め合った！！ 藤森里穂（6月20日、ムーディーズ）
- 人妻自宅風俗タワーマンション 旦那の不在中、暇なゴージャス妻2人が自宅貸し切り密着挟み撃ちヤリたい放題 高級ハーレム逆3P中出し 藤森里穂 北野未奈（6月20日、本中）
- 「もうイッてるってばぁ！」状態で何度も中出し！ 藤森里穂（7月4日、ワンズファクトリー）
- 「え？それが部屋着！？」彼女のお姉さんがエッチな衣装で僕を誘惑！理性が崩壊して精子が逆流するまで中出ししまくった 藤森里穂（7月4ムーディーズイジられキャラで怪しい薬を飲まされ…勃起が止まらないボクを優しく受け入れ一晩中中出しセックスをしてくれた里穂先生…。 藤森里穂（7月18日、プレミアム）
- 『彼女のお姉さん』が彼女に飲ませるハズだった媚薬を間違って摂取しちゃって僕を誘惑キメセク中出し！ 藤森里穂（7月18日、kira☆kira）
- 嫉妬深い愛人との関係を断とうとしたら…抜かずの∞孕ませ騎乗位で妊娠確定させられ人生終了の俺 藤森里穂（7月18日、E-BODY）
- 藤森里穂が自宅に訪問 朝まで中出しお泊りデート（7月25日、痴女ヘヴン）
- 会社の飲み会で終電を逃した僕に「うちに泊まっていきます？」と巨乳の後輩女子が小悪魔な囁き。部屋着の胸チラ誘惑に負けて何度もSEXした 藤森里穂（9月19日、OPPAI）
- 専属決定！ねぇ...今日、ホテル泊まらない？ 彼女がいるって知ってるくせにお姉ちゃんの親友の先輩から囁きデートでラブホテルに誘われ、 彼女は困惑するボクにキスで迫って朝が来るまでひたすら中出しし続けた。 藤森里穂（9月26日、本中）
- Gcup高級ランジェリー販売員の誘惑セールス術 藤森里穂（10月17日、OPPAI）[10]
- マジ！？乳首だけでイケちゃうの！？ノーハンドこねくり暴発 チクシャッ！ 射精直後の落ち着く暇無しおねだり連射中出しチクビっ痴お姉さん 藤森里穂（10月24日、本中）
- 憧れの巨乳女教師・里穂先生の無自覚おっぱいの誘惑に水泳部員の絶倫チ〇ポが奮い立ち来る日も来る日も中出しレ×プ輪姦 藤森里穂（11月28日、本中）
- 僕の巨乳彼女がDQN達に媚薬を使って犯されブリブリ精子が逆流するまで中出しされるキメセク姿を見て勃起した 藤森里穂（12月19日、OPPAI）
- セカンド不倫 昔セフレだった同級生と再会- 綺麗な人妻になっていたので、久しぶりにSEXしたらやっぱり、体の相性抜群で何度も、何度も中出ししてしまった 藤森里穂（12月26日、本中）

- 巨乳女教師の誘惑 藤森里穂（1月16日、OPPAI）
- イイナリ上司妻 大嫌いな上司の出張中に倦怠期中の嫁と都内ラブホテルで何度も会って中出しセックスをしている…  藤森里穂（1月23日、本中）
- 時をかける中出し風俗島 タイムマシンに乗ってオマ●コ探して大冒険！ 美少女10人大乱交スペシャル！！（2月20日、本中）
- 子供を保育園に送迎後の9時間。送迎で汗ばんだママチャリ人妻の乳首こねくり回しビンカン即イキ早漏体質に開発して何度も何度も生ハメした  藤森里穂（2月20日、OPPAI）
- 「里穂が最高のシコシコ体験させてアゲる」 おっぱい誘惑で脳バグ射精させちゃう淫語ささやき唾液ベチョキス！五感を刺激する悩殺オナサポ！【脳がトロけるASMR主観】 藤森里穂（3月19日、OPPAI）
- プライベート美女in南国 10発射精しても飽きないほどのイイ女と生々ハメ撮りFUCK 藤森里穂（3月26日、本中）
- AV女優8人の意地とプライドを懸けたひたすら生でハメまくり射精させまくり中出しバトルロワイヤル（3月26日、本中）
- 派遣マッサージ師にきわどい秘部を触られすぎて、快楽に耐え切れず寝取られました。 藤森里穂（4月5日、ダスッ！）
- 悪ガキ絶倫教え子たちに逆バニー風俗で副業しているのがバレた女教師 学校に内緒にする代わりに放課後乳丸出しコスプレ10発中出し接待 藤森里穂（4月16日、本中）
- 女上司のセクハラ騎乗位でセルフプレジャーとして尻に敷かれる僕。 藤森里穂（5月14日、ダスッ！）
- 夫が田舎に左遷されて何もかもが変わってしまって…パートを始めた人妻と男子学生が不倫中出し性交に燃え上がった日々 藤森里穂（5月28日、本中）
- 無防備に黒パンストを見せつける姉ちゃんのデカ尻を揉み倒して中出ししてしまった僕。 藤森里穂（6月11日、ダスッ！）
- 旦那が借金をした団地妻を粘着住人オヤジが媚薬漬け！ 部屋から部屋へのキメセク中出し輪●リレーで借金返済 藤森里穂（6月25日、本中）
- スレンダー巨乳で性欲お化けの姉ちゃんからもらったのは、どこでもハメまくりの膣たたき券。 藤森里穂（7月9日、ダスッ！）
- 声出したら中出し！美少女孕ませきもだめし林間学校2（7月16日、本中）
- 男を虜にさせる魔性のエロス 藤森里穂8時間BEST（7月30日、ワンズファクトリー）
- シン・藤森里穂が優しい抱擁密着リードセックス（8月13日、ダスッ！）
- お願いここで中に出さないでぇ！魔が差して絶倫すぎる問題児生徒と付き合ってしまったばかりに…校内いつでもどこでも即ハメ！イッてるのをバレないように声我慢ピストンで何度も中出し 藤森里穂（8月20日、本中）
- 藤森里穂24発射12本番8時間BEST 藤森里穂（8月27日、本中）
- お尻が言うこと、聞かないんです。デカ尻に支配され、本能に抗えないムチムチお姉さんの誘惑。 藤森里穂（9月10日、ダスッ！）
- セクシーすぎる藤森上司毎日やらしいスーツで出社してくる女上司の誘惑に負けて社内で何度も、何度も、中出しセックスしてしまった… 藤森里穂（9月24日、本中）
- 跡継ぎを産む為に変態義父の子種で孕まさせられる若妻 藤森里穂（10月8日、ダスッ！）
- 痴●電車NTR 昨日痴●したデカ尻女が大っ嫌いな上司の妻だったので、巨尻弄びイキ堕ちるまで中出しした。 藤森里穂（10月22日、本中）
- 彼女持ちの男子生徒を誘って惑わす魔性の女教師。大人の魅力で本能で貪らせる逆NTR 藤森里穂（11月12日、ダスッ！）
- SNSナマ配信公開処刑レ×プ インフルエンサー真緒の復讐 学生時代イジメてきた張本人の女を強●孕ませ中出し輪●される痴態をライブ配信して地獄を見させた── 藤森里穂 浜崎真緒（11月26日、本中）
- 知人デリヘル。本番ナシのデリヘル呼んだら、高圧的な先輩がやってきた。 藤森里穂（12月10日、ダスッ！）
- 本中’24 夏の大共演 完全版! 大感謝8時間 特別プライス!!（12月24日、本中）

- ちょっと苦手な叔母さんとプロレスごっこして、何度も顔騎パイルドライバーされていた僕。 藤森里穂（1月14日、ダスッ！）
- Gカップ美女、マドンナ移籍第一弾！！ 町内キャンプNTR テントの中で何度も中出しされた妻の衝撃的浮気映像 藤森里穂（1月28日、マドンナ）
- 高飛車女上司にハメられた俺はこの巨乳女が幸せの絶頂の時を迎えた時必ず犯しに戻ってくる事を誓った。 藤森里穂（2月11日、ダスッ！）
- マドンナALL専属バスツアー2025 極上の美女を1人占めするのは僕だ！！夢のハーレムを掴み取れ！！総勢37名の大乱交SPECIAL！！前編（2月25日、マドンナ）
- 夫と子作りSEXをした後はいつも義父に中出しされ続けています…。 藤森里穂（2月25日、マドンナ）
- 憑依おじさんin藤森里穂 生意気な巨乳女を乗っ取り代わりに彼氏と情交。（3月11日、ダスッ！）
- マドンナALL専属バスツアー2025 ハーレムを掴み取った男たちが極上の美女を独占！！酒池肉林のお祭りはまだまだ続く！！夢の大共演＆大乱交FESTIVAL！！後編（3月25日、マドンナ）
- 取引先の傲慢社長に中出しされ続けた出張接待。 専属美女、イイ女のスーツ『美』―。 藤森里穂（3月25日、マドンナ）
- 藤森里穂 本中専属11タイトル コンプリート8時間BEST（4月22日、本中）
- DAS1 GIRLS MEMORIES 藤森里穂 1st BEST（4月22日、ダスッ！）
- 《専属》Gカップ美巨乳『晒し』ー！！ 私の言いなり変態妻を寝取って下さい。 藤森里穂（4月22日、マドンナ）
- 愛する夫の為に、身代わり週末肉便器。 超絶倫極悪オヤジに、孕むまで何度も中出しされ続けて…。 藤森里穂（5月27日、マドンナ）
- 「一瞬だけでイイので挿れさせて下さい！！」 30歳になっても童貞の義弟に同情して一生の願いを受け挿れたら、相性抜群過ぎて何度もおかわり中出しSEXを求めてしまった私。 藤森里穂（7月22日、マドンナ）

### VR
- 普段は清楚でカワイイ先輩OLが泥酔して信じられなくらいの痴女に変貌! 性欲が凄くて何度もセックスしてくれました! 藤森里穂（7月22日、P-BOX VR）
- 契約愛人は上司の嫁…。クチャクチャで下品な肉欲不倫煉獄で孕ませ性交を続ける最高の関係性。藤森里穂（7月27日、KMPVR）
- 確実に逃さない猛悪スマイル ゲーム感覚で息の根を止める顔騎風俗店 藤森里穂（9月2日、KMPVR）
- 【B型オンナはエロい】仕草・性格・趣味・性を知り尽くせるB型オンナの口説き方VR 藤森里穂（9月14日、SODクリエイト）
- 女子校生の口移しVR（10月3日、KMPVR）※オムニバス作品
- ノーモザイクオナニー ～美少女の絶対領域～（10月4日、KMPVR）※オムニバス作品
- 黒パンスト 角オナ（10月21日、KMPVR）※オムニバス作品
- 圧倒的美貌と性欲魔力に弄ばれる保護者不倫 ～ねっとりと身体を侵食し全てを奪い取る～ 藤森里穂（11月25日、KMPVR）
- 女尻オナニーVR（12月21日、KMPVR）※オムニバス作品
- キス好き彼女と何度も繰り返すベロちゅうとガニ股で潮吹きまくる指マンと超接近アナルとじゅぽ音がやばいディープフェラとイク時パン！って子宮に打ちつける対面座位とパンパン音がすごい杭打ちピストン騎乗位とバックと超・覆いかぶさり正常位【生中出し】 藤森里穂（12月28日、アリスJAPAN）

- レンタル奥さんVR 藤森里穂（1月1日、マドンナ）
- 天井特化アングルVR ～アナタはSEXの天才とSEXをしたことはありますか?～ 藤森里穂（1月16日、KMPVR）
- パンツを嗅ぎながらJOIオナニー指導されるVR（1月21日、KMPVR）※オムニバス作品
- 淫語と唾責めのご褒美プレイ!! 唾液痴女の口移しVR（1月23日、KMPVR）※オムニバス作品
- 至高のオーラルセックス! 唾液口移し&顔舐めVR（1月26日、KMPVR）※オムニバス作品
- 【本番禁止】と言いつつ誘惑してくる超・超・淫乱なGカップの美巨乳エステ嬢に媚薬を飲まされ責められる【寸止め焦らし・チングリ返し・パイズリ挟射】過剰サービスのオイルだくだく【逆キメパコ中出し】エステサロン 藤森里穂（2月18日、こあらVR）
- 全裸観察VR（3月1日、KMPVR）※オムニバス作品
- 指咥えさせJOI&窒息JOI 新たな性感帯で喉イキ誘発VR!!（3月8日、KMPVR）※オムニバス作品
- 仕組まれたホテル相部屋… 巨乳美女2人からの理性吹き飛ぶ色仕掛けハニートラップVR 藤森里穂 瀬崎彩音（3月13日、E-BODY）
- ふすまの向うには最愛の妻 酔った義姉に痴女られる 超密着! 声我慢押し入れ不倫 藤森里穂（3月15日、SODクリエイト）
- パンティを見せるから、いっぱいオナニーしてね（4月2日、KMPVR）※オムニバス作品
- 性欲旺盛のS級美女に【SEXY網タイツ】を履かせ、何も考えずただ… ただ… 満足するまで本能剥き出しで貪り合い求め合った【口内発射】【顔射2連発】極上SEX 藤森里穂（4月7日、こあらVR）
- 美人な妻がエロすぎて! 朝から晩まで中出し三昧!! 決してチンコを離さない性欲過剰なイチャ痴女妻 藤森里穂（4月9日、KMPVR）
- 「いつまでもあなたを舐めていたいから…」 記憶までしゃぶり尽くす、支配者の舌倫遊戯ヘルス。藤森里穂（4月16日、KMPVR）
- 絶頂快楽 触れられる度にゾクゾクが止まらない圧倒的美女に密着RUSHされる夢心地エステ 藤森里穂（4月19日、KMPVR）
- 地雷系女子VRスペシャル ～メンヘラ女は好きですか?～（4月22日、KMPVR）※オムニバス作品
- エロ過ぎる愛人に痴女られ温泉不倫VRチ●ポバカになるまで中出しさせられたボク 藤森里穂（5月25日、痴女ヘブン）
- 絶対的美貌と圧倒的テクニックで超絶射精に導く! 密着快感中出しオイルマッサージ 藤森里穂（5月26日、KMPVR）
- 抗えないオトコを狂わすだっくだく淫汁 淫美な人妻と沼のようなセックス 藤森里穂（5月27日、KMPVR）
- 全国で爆発的人気を誇る実店舗風俗店との夢のコラボ第二弾! ノーハンドで楽しませる人妻VR りほさん 29歳（6月9日、KMPVR）
- 藤森里穂BEST COMPLETE SPECIAL（7月5日、KMPVR）※単体ベスト
- 勤務中は偉そうにしてる上司の僕だが、本当はドSの部下・藤森にいつも見下され弄ばれ続けているドM調教VR 藤森里穂（7月9日、マドンナ）
- 女性器特化 美少女の感じる顔をガン見しながらまんぐりオマ●コをこねくり回す VR（7月14日、KMPVR）※オムニバス作品
- アナタをザコ呼ばわりしていた強気な巨乳捜査官が媚薬で淫乱化! 精神崩壊した雌女に挿入懇願される立場逆転VR 藤森里穂（7月26日、OPPAI）
- 巨乳でテクニシャンでアナタの事を大好き過ぎる愛人・里穂! 病欠したある日、看病に来てくれた…! 妻不在ながらも超危険な状況がギンギンに股間をたぎらせる! 呼べばいつでもヤレる二股中出し生活を体験しませんか…? 藤森里穂（8月19日、PREMIUM）
- 見つめる! 感じる顔VR（9月1日、KMPVR）※オムニバス作品
- 私のフェラチオの舌遣い、手コキの指遣い、全部見て…（9月17日、KMPVR）※オムニバス作品
- 妻が里帰り出産で不在中、欲求不満な妻の友人の誘惑 ねっちょり寝取られ妻に内緒で隠し子作ってしまった 藤森里穂（9月21日、本中）
- アナタは侵入者! 一人暮らしのか弱い女を狙って忍び込んだ部屋はSM嬢の部屋だった…! 前立腺の新兵器や自慢のペニバンで徹底的に痴女られる! 大逆転でメスイキ射精させられる地獄のようなVR! 藤森里穂（10月7日、PREMIUM）
- 耳トランス 藤森里穂の凄テク痴女プレイとクチュクチュ音がチンコと理性を追い込む最高トリップVR（10月13日、P-BOX VR）
- 偶然隣に座ってチラチラ見ていた巨乳お姉さんと真夏の終点車両に閉じ込められ電車で二人っきりVR 谷間やパンチラなどのラッキースケベあり! 盗撮アングルも! 車内での妄想が現実に! 灼熱の中ムラムラが止まらず互いに汗だくでセックスしまくる 藤森里穂（10月29日、MOODYZ）
- ―美女に涎を飲ませるVR― あなたの涎をもっと飲ませて（11月5日、KMPVR）※オムニバス作品
- 最高の征服感! 至福の優越感!! 女子校生×顔射VR（11月8日、KMPVR）※オムニバス作品
- 藤森里穂の神痴女プレイで体中舐めまわされ金玉カラカラ生マンコ絞りの最狂痴女られVR（11月10日、MONDELDE VR）
- 射精寸前チ○ポを低速こねくりグラインドで焦らしてから爆速杭打ちピストンで射精ギリギリに追い込む変速ギアチェンジ騎乗位 藤森里穂（12月31日、アリスJAPAN）

- こんなに気持ちイイなんて!! 女体化乳首イキ体験VR（1月8日、KMPVR）※オムニバス作品
- トロけ顔に超接近!! 美女の涎まみれ絶頂観察VR（1月17日、KMPVR）※オムニバス作品
- 仰天極上アングル フェイシャルエステ 柔らかい舌でスミズミまで舐め回し! オッパイを押し付け挟み込み血行促進! 極上の密着顔騎で夢心地! 超高級マッサージサロンのフェイシャルエステ（1月19日、P-BOX VR）※オムニバス作品
- エッチしてる時もしてない時も常に接吻したがる彼女にベロキスで口を塞がれたまま射精する至高のゼロ距離ピストン性交 藤森里穂（2月28日、アリスJAPAN）
- フェチアングル美少女オナニー 下から見るか? 上から見るか? 仰天極上アングルと絶頂天下アングルで見るVRオナニー 競泳水着編（3月9日、P-BOX VR）※オムニバス作品
- 巨乳回春おち○ぽ勃起持続化エステ 藤森里穂（3月14日、KMPVR-bibi-）
- 「私の車でやり過ごさない?」 濡れ乳美女の雨宿り逆ナン密室ワゴンVR 藤森里穂（3月30日、OPPAI）
- 本番なしのマットヘルスに行って出てきたのは隣家の高慢な美人妻VR 弱みを握った僕は本番も中出しも強要! 店外でも言いなりの性奴隷にした 藤森里穂（4月13日、溜池ゴロー）
- 本気を出した藤森里穂と騎乗位勝負しませんか?（4月16日、KMPVR）
- ぐりぐりオナニーVR 射精管理ver（6月27日、KMPVR）※オムニバス作品

- 【VR】ようこそ！中出し射精サークルへ 男は僕1人だけ！？本中学園8人の女子に抜かれまくるハーレム中出し夏合宿【8KVR】（7月11日、本中）
- 【VR】退院までの5日間いたずら痴女ナースの凄テクに射精我慢できたらナマ中出し 藤森里穂【8KVR】（12月1日、本中）
- 【VR】日本一予約が取れない美人熱波師コンビの秘密のアウフグースサービス 他の客たちが次々と離脱していく中、ハーレムサウナ室でナマで抜かれまくった僕。【8KVR】（12月7日、本中）

- 【VR】超高画質8K VR 藤森里穂のGカップグラマラスボディを堪能！！ 妻の友人が働くマッサージ店に行ってみたら連続射精でチ〇ポがバカになるまでヌイてくれる超優良な人妻奉仕メンズエステだった！！（4月4日、マドンナ）
- 【VR】【8K】会社在住4年目 ズボラ限界社畜ちゃん（26） 残業中の若手社員を喰い荒らす肉食痴女。杭打ちピストンで性欲もストレスも完全発散。 藤森里穂（8月21日、SODクリエイト）

### ネット配信
- 【池袋ハロウィン】R●：ゼ●×レ●コス×巨乳美少女!! チ●コを刺激しまくるワードの数々!! そんで〝ぶっかけ〟〝中出し〟7連発…!! ヌけない訳ないまさに〝鬼がかった〟〝神回〟です!!：夜の巷を徘徊する〝激レア素人〟!! 32 りほまる 22歳 池袋コスプレ巨乳女子（11月21日、プレステージプレミアム）
- マジ軟派、初撮。1417 りほ 24歳 医療機器の営業 新宿で営業中のOLさんに押せ押せSEX! イヤイヤっと断りながらも最後は喘いでます♪営業の極意は相手が折れるまで食い下がること! 営業とナンパは一緒ですね♪（11月24日、ナンパTV）
- 【綺麗な医療事務員】24歳【スレンダー美巨乳】りほちゃん参上! 仕事帰りにAV出演しちゃう彼女の応募理由は『最近エッチご無沙汰なんで… ぶち込んでほしいです♪』激しいSEXをリクエスト! 性欲を抑え切れない極エロ事務員は内なる本能全開! 【最高のフェラチオ&極楽パイズリ】【ナイアガラ潮吹き】は必見! 絶頂イキまくりSEX見逃すな!（11月26日、ARA）
- ラグジュTV 1191 葵桃香 27歳 歯科衛生士 「セックスで満足したことがない…」 麗しい歯科衛生士が意を決して飛び込んだAVの世界。初めて体験するプロの性技。そしてカメラの前にさらけ出す淫らな姿。卑猥な声を響かせて豊満な美乳を振り乱し、縦横無尽に乱れイク彼女に、世の男性は虜になってしまう。（12月6日、ラグジュTV）

- 【人気No.1】Gカップ歯科衛生士を彼女としてレンタル! 口説き落として本来禁止のエロ行為までヤリまくった一部始終を完全REC!! エロ過ぎる美巨乳を腕に押し当てててくるお台場ナイトデートを楽しんだ後に、ホテルでたっぷりパイズリ&生ハメSEX!! 完璧スタイルが際立つどエロナースコスプレで中出し不可避!!! 【超! おススメ作品】 りほちゃん 22歳 歯科衛生士（1月5日、プレステージプレミアム）
- 【爆G乳ボンデージ】×【中出し暴発3連発】イッても乳首を犯●続ける最狂どエロ妻! 唾液を絡ませ乳首を鬼舐り→潮まき散らし自宅散策→誘惑生ハメ→欲しがりマ●コに激ピストン! ボンデージからこぼれ落ちるオッパイがひたすら揺れる! 揺れる! 揺れる! 超絶神回! 見逃し厳禁!!の巻き 藤木果歩 30歳 専業主婦（1月12日、プレステージプレミアム）
- 性欲ゼロのドボジョがイチャラブSEXでウブな生娘に豹変!? りほ (21)（1月13日、しろうとまんまん）
- りっぴー (22)（1月31日、しろうとまんまん）
- 【G乳性欲怪物×中出し4連発】GALが好きだぁ～とッ叫びーたいッ♪ GAL新時代の新星ルーキー現る! セルフ潮吹き! 中出し連発! イクイクイクイクッレイアップ! からのセックスダンク4連発! このルーキー要チェックやッ!! 次回「先生、SEXがしたいです…」【ギャルしべ長者 14人目 イブ】（2月1日、Jackson）
- 【圧倒的存在感! 満足度100万点の神レベル美少女】×【G級ふわふわおっぱいがチ●コを包み込む】×【見晴らし最高のエロボディは鬼リピート確定!】仕事サボってするセックスがこんなに気持ち良いのは全部雪のせいだ!：今日、会社サボりませんか? 10 in上野 りほちゃん 24歳 医療事務（2月10日、プレステージプレミアム）
- 溜まりに溜まった潮を噴射し欲求不満を大解消!! 控え目でおしとやかな美人妻が恥ずかしながらもオマ○コ & アナルをくっぱぁ公開初脱ぎ!! プルプルGカップおっぱいを振り乱し激イキからのドバドバ潮吹きSEX!! りほさん 欲求不満妻（2月11日、プレステージプレミアム）
- 白衣の下は隠れ巨乳! 美人痴女ナースと声を我慢して連続生姦ファック!! 里穂さん（2月17日、しろうとまんまん）
- 上下のお口で2本のチ○ポを味比べ! 複数プレイにハマるおチ○ポ大好き奥様降臨!! 美味しそうに頬張り巧みなフェラテクで男を翻弄! 丸い美乳とムッチリ美尻のたっぷり弾力淫乱ボディを震わせてイキ乱れる口内2発 + 中出し2発＝4連発欲張り3Pセックス! ナツキさん 29歳 結婚歴5年（2月29日、プレステージプレミアム）
- 長身×Gカップ×美女でド淫乱!! モデル級のスレンダーボディで逆ナン常習犯!?のエロエロJD二人組に声をかけて各個撃破せよ!! 先輩JD美女はイケメン好き発覚で勝手に陥落したんで美味しく頂きましたww ヤリサー女子No.1 りほ 21歳 年上のイケメン好きのド淫乱GカップJD（3月27日、プレステージプレミアム）
- Gカップ長身モデル級美女!! 久々のHに大興奮!! 着衣愛撫で激濡れ美マンは即潮吹くビンカン好感度!! 「久しぶりだから…♪」と嬉しそうに彼氏の太チンを生挿入でガチイキ連発のビショ濡れ美女の初ハメ撮り!! ラブホドキュメンタリー休憩2時間 56 りほ 23歳 丸の内のOL 会社で見せないデレデレGカップ晒す美女（3月31日、プレステージプレミアム）
- 水泳インストラクター新入社員のサトミさんはたわわなG乳を何かにつけて露出するあざとエロい隠れ痴女だった!! むっつりスケベが発情したら止まらない! ベロベロ体液交換! 濃密プレイ! 驚異の腰技の極楽グラインド! 容赦ない激ピスにビクビク痙攣イキ連発! エロ美しすぎるカラダ全身に特濃ザーメン2人分大量発射!! さとみ 23歳 スイミングインストラクター（4月11日、プレステージプレミアム）
- ラグジュTV 1256 葵桃香 27歳 歯科衛生士 2度目の登場となる麗しすぎる美人歯科衛生士が「コンドーム付けずに直接お願いしたい」と生中出しセックスを懇願! 巨大な生ペ●スの快楽に前回以上にイキ乱れる!（5月6日、ラグジュTV）
- 美女の芳しいエッチな香りに包まれて… 脱ぎたて生パンティコキ!!（5月28日、DOC）※オムニバス作品
- ハミ乳巨乳【童貞を殺すニット】サンミツちゃん! 形の良いデカ乳、ぷっくり桃色乳首、興奮絶頂逆立つマン毛! 手マンで潮吹き、フェラ中にはセルフ潮吹きで聖水マシマシスプラッシュ! 窓ソファ浴室ベッドで着衣セックス! 童貞は殺されろっww【えろコスリレーバトン 2人目】 サンミツちゃん 26歳 濃密♪童貞キラーニット（6月5日、SUKEKIYO）
- Gカップのドスケベボディの美女マッサージがなんとタダ!! オイルと我慢汁でヌルヌルになって最高硬度に!! そこに生マンを押し付け無事に騎乗位で一つになれる… 至高のマッサージ店が近所に出来た件 もんちゃん Gカップのエロギャルマッサージ師（7月3日、プレステージプレミアム）
- 夏を感じるGカップ浴衣の艶美人!! 「帯… ほどいて♪」と理性崩壊の魔法の呪文で生チンフルスロットルで美巨乳もみほぐしで汗だく濃厚ナマ接触!! 愛と情緒のある浴衣でイチャラブSEXは… 最高だぜ!! ラブホドキュメンタリー休憩2時間 70 さとみ 23歳 彼氏にデレる浴衣Gカップ美人OL（7月7日、プレステージプレミアム）
- 真打ち登場! 港区セレブ美女のパーフェクトボディを味わい尽くす! コリコリ乳首を擦り付け合う卑猥すぎる乳首責め! セルフでも吹き散らす! 潮噴きアクメ7回! お口とマ○コ上下の穴が白濁まみれ! セレブ女を汚しきる征服感ガチヤバSEX!! ＜エロい娘限定ヤリマン数珠つなぎ!! ～あなたよりエロい女性を紹介してください～ 65目＞ りほ 23歳 セレブリティーTバック番長（7月25日、プレステージプレミアム）
- りぽりぽ（7月30日、MOON FORCE）
- 2020年売上No1女優! 大手アダルトサイト各所で話題をかっさらった伝説のオンナが満を持してウラトークに登場!! いやらしいカラダ、男を骨抜きにする舌技、チンコ狂いマ●コを兼ね備えた最強の淫獣が語り尽くしてヤりまくる!!!：ウラトーーク Talk.04 藤森里穂 23歳 AV女優歴?年（8月28日、HHH）
- 莉華さん（10月7日、MOON FORCE）
- ラグジュTV 1320 葵桃香 27歳 歯科衛生士 世の男性は虜にした歯科衛生士「葵桃香」さんがラグジュTVに再登場! エロスの才能を開花し続ける彼女は、欲望のまま、本能のままイキ乱れる。大人の女性として色気を纏った美しいカラダにしっとりと汗を滲ませ、本能のままに腰を動かし、自らクリトリスを弄って大絶頂!!（10月30日、ラグジュTV）
- 最高の搾精美女による手コキ祭 vol.02（11月26日、MAGIC）※オムニバス作品

- 全裸カタログ Vol.4（1月28日、MAGIC）※オムニバス作品
- 【2021年年間ランキング1位】【男が見るべき動画】AV男優しみけんのセックステクニックを余すことなく収録した本当に気持ちいいセックス! ＜観れば必ず＞上手くなる!! 藤森里穂（2月27日、セイキョウイク）
- 【神乳G乳中出し】【最高最強GAL】【ナチュラル淫語痴女】【生ハメ2連発】【女神級BODY】神様っているんだね…。奇跡のGALから紹介して貰ったギャルが奇跡だった件! やる事なす事全て最高峰! これが圧倒的最高傑作！神様、ありがとう! ギャルすたグラム♯010 最高最強G乳GAL りほ (24) インフルエンサー（2月26日、はめちゃん。）
- いのり（5月31日、素人ホイホイ）
- りほ（10月24日、appletree）
- 夫以外の男を知らない人妻が、初めて見知らぬ男と過ごすとある週末 藤森里穂（10月29日、パープルジャム）

- 【超絶ド級潮吹き23発超え! 推定1000ml出し尽くす! 世界レベルの淫獣光臨!】 圧倒的な美貌と超美乳G乳! 常軌を逸した鬼性欲が猛威を振るう! 一級品のエロテク連発でチ○ポは常に暴発寸前! 「止まらないいィィ!!」 敏感マ○コからイキ潮&ハメ潮大放出! 「もう何回イッたかわかんないッ!」 限界突破の無限イキSEX! Amazing Splash TSUNAMI Girl【なまハメT☆kTok Report.36】りほ 25歳 (控えめに言って)世界で一番エロい女（2月6日、プレステージプレミアム）
- 【音でヌケる喉奥フェラ】美女 & 美乳 & 美尻なパーフェクト女!! 感じすぎてダダ洩れ大量無限潮!! 男根をしゃぶり尽くすスジガネ入りのベロ使い∞フェラ痴王!! はじまったらもうチ●コは離さない!! ローリングとバキュームで男を100%イカせる!! エッチな水着でオイルマシマシ、Gカップ美女を味わい尽くすッ!! 【エロのスジガネ NO.9】りほ 23歳 ベロ使い∞フェラ痴王（3月4日、SUKEKIYO）

### イメージビデオ
2023年
- Riho Sacred virginity・藤森里穂（12月21日、REbecca）

2024年
- Riho2 Midsummer Goddess・藤森里穂（9月5日、REbecca）

2025年
- 藤森里穂 美女のハダカ（1月29日、スパイスビジュアル）

## グッズ

### ピンナップポスター
- ピンナップポスター4枚セット  藤森里穂＆伊藤舞雪＆山岸あや花（2022年3月28日、FANZA）

### 生写真
- 生写真6枚セット～水着編～2L判サイズ  藤森里穂＆伊藤舞雪＆山岸あや花（2022年3月28日、FANZA）
- 生写真6枚セット～おうち編～2L判サイズ  藤森里穂＆伊藤舞雪＆山岸あや花（2022年3月28日、FANZA）

### アクリルスタンド
- オリジナルアクリルスタンドA4サイズ  藤森里穂＆伊藤舞雪＆山岸あや花（2022年3月28日、FANZA）
- 2024 TRE アクリルスタンド（2024年6月1日、TRE(taipei)）
- 2025 TRE アクリルスタンド（2025年6月10日、TRE(taipei)）

### トレーディングカード
- Lovin’You Trifille Vol.01 藤森里穂＆香水じゅん＆miru (AV女優)（2023年8月5日、ハピネスビジョン株式会社）

### チェキ
- 『藤森里穂』さん新番組記念スペシャルチェキ♪（2024年2月19日～3月11日、ラジオクロニクル～らじくろ～）
- 『藤森里穂のねほりはほりほラジオ』番組1周年記念チェキ♡（2025年2月18日～3月13日、ラジオクロニクル～らじくろ～）

### 缶バッジ
- 2024 TRE 缶バッジ（2024年6月1日、TRE(taipei)）
- 2025 TRE 缶バッジ（2025年6月10日、TRE(taipei)）
- ランダム缶バッジ (Cosket-コスケット- vol.7)（2025年4月29日、Cosket-コスケット-)）

### マフラータオル
- 2024 TRE マフラータオル（2024年6月1日、TRE(taipei)）
- 2025 TRE マフラータオル（2025年6月10日、TRE(taipei)）

### アクリルキーホルダー
- 2024 TRE アクリルキーホルダー（2024年6月1日、TRE(taipei)）

### ストラップ
- 2024 TRE ストラップ（2024年6月1日、TRE(taipei)）

### クリアファイル
- 2024 TRE クリアファイル（2024年8月、TRE(taipei)）
- 2024 JKF クリアファイル（2024年9月、JKF(taipei)）

### ポラロイドフレグランスタブレット
- 2025 TRE ポラロイドフレグランスタブレット（2025年6月10日、TRE(taipei)）

### ブロマイド
- 『藤森里穂のねほりはほりほラジオ』番組オリジナルブロマイド（2024年9月21日～10月25日、ラジオクロニクル～らじくろ～）

### 抱き枕カバー
- 藤森里穂等身大抱き枕カバー【通常版】（2024年9月30日、ゲファルサ）
- 藤森里穂等身大抱き枕カバー【限定版】（2024年9月30日、ゲファルサ）

### ブックレット
- Riho Resort (Cosket-コスケット- vol.7)（2025年4月29日、藤森里穂、撮影：猿山秀人）

### ポスター
- コスケット用ポスター (Cosket-コスケット- vol.7)（2025年4月29日、Cosket-コスケット-)）

## 書籍・出版物

### カレンダー
- 2025年壁掛けカレンダー（2024年10月14日、発売：サンカラット）
- 2025年卓上カレンダー（2024年10月14日、発売：サンカラット）

### 写真集
- 藤森里穂ブックレット（2024年11月20日、AtelierY、撮影：福島裕二）

- Late Bloomer  ﾚｲﾄ･ﾌﾞﾙｰﾏｰ（2024年11月29日、竹書房、撮影：富田恭透）

### デジタル写真集
- 神熱 PHOTO BOOK 藤森里穂（2021年10月15日、プレステージ出版）
- Eden 藤森里穂【グラビア写真集】（2021年11月5日、プレステージ出版、撮影：C:TAKERU）
- Eden 藤森里穂【ヌード写真集】（2021年11月5日、プレステージ出版、撮影：C:TAKERU）
- 大人のおもちゃ デジタルカタログ写真集 今日はナニ使う? 大人のおもちゃキャンペーン（2022年2月1日、FANZA BEAUTY COLLECTION）※FANZA『今日はナニ使う? 大人のおもちゃキャンペーン』キャンペーンガールによるスペシャルフォトブック。
- 絶対的スーパーナチュラルポーズブック 藤森里穂（2022年2月11日、プレステージ出版、撮影：C:TAKERU）
- 絶対的セクシーポーズブック 藤森里穂（2022年3月18日、プレステージ出版、撮影：C:TAKERU）
- 絶対的透け透けテカテカポーズブック 藤森里穂（2022年5月13日、プレステージ出版、撮影：C:TAKERU）
- Kiss me 藤森里穂 FRIDAYデジタル写真集（2022年5月20日、講談社、撮影：吉場正和）
- Kiss you 藤森里穂 FRIDAYデジタル写真集（2022年5月20日、講談社、撮影：吉場正和）
- Kiss me & Kiss you オール未公開120カット超perfect ver. 藤森里穂 FRIDAYデジタル写真集（2022年5月20日、講談社、撮影：吉場正和）
- キレカワ美女 密着いちゃラブSEX 藤森里穂（2022年7月8日、MAXING、撮影：MAXING）
- 欲情不倫 藤森里穂（2022年10月11日、パープルジャム、撮影：パープルジャム）
- 全裸でピョン！十五夜ヘアヌード 藤森里穂×美園和花 週刊ポストデジタル写真集（2023年9月29日、小学館、撮影：塩原　洋）
- 社員旅行で狙われた新人OL 3 Episode.01（2023年12月31日、TMEプラス、撮影：LEO）
- 社員旅行で狙われた新人OL 3 Episode.02（2024年1月4日、TMEプラス、撮影：LEO）
- 絶対的透け透けテカテカポーズブック SUPER BEST Vol.1（2024年1月5日、プレステージ出版）
- Absolute Standing Pose Super Best 3（2024年4月19日、プレステージ出版）

### 雑誌
- 週刊大衆 2021年12月20日号（双葉社）- カラーグラビア
- 月刊FANZA 2022年3月号（ジーオーティー）- インタビュー
- 週刊ポスト 2023年10月13日号（小学館）- 袋とじヘアヌード
- 週刊アサヒ芸能 2023年11月30日・特大号（徳間書店）- カラーグラビア/インタビュー
- 週刊大衆 2023年12月11日号（双葉社）- カラーグラビア
- 週刊大衆 2024年6月10日号（双葉社）- 人気セクシー女優BEST5掲載
- JKF雑誌 2024年9月号（JKF(taipei)）- カバーガール/カラーグラビア
- 週刊実話 2024年9月26日号（日本ジャーナル出版）- 作品紹介
- 週刊実話 2024年12月5・12日号（日本ジャーナル出版）- 袋とじヘアヌード
- 週刊大衆 2024年12月9日号（双葉社）- 作品紹介
- 実話BUNKA超タブー 2025年1月号（コアマガジン）- カラーグラビア

### Web雑誌
- エキサイティングマックス！ 2025年2月号（文友舎）- カラーグラビア

### 新聞
- スポーツニッポン 2023年11月06日号（スポーツニッポン新聞社）- 作品紹介
- スポーツニッポン 2024年2月12日号（スポーツニッポン新聞社）- 作品紹介
- サンケイスポーツ大阪本社版 2024年3月16日号（産経新聞大阪本社）- 作品紹介
- 東京スポーツ 2024年10月02日号（東京スポーツ新聞社）- 作品紹介
- サンケイスポーツ大阪本社版 2025年2月2日号（産経新聞大阪本社）- 作品紹介
- スポーツニッポン 2025年5月5日号（スポーツニッポン新聞社大阪本社）- 作品紹介

## 出演

### テレビ
- スカパー! アダルト放送大賞2022 授賞式〜スカパー! アダルトの歴史が変わる。新時代のアダルトクイーン決めちゃいますスペシャル!!〜（2022年3月15日（14日深夜）、BSスカパー!（BS241））[14]

### ラジオ
- 紗倉まなとニューヨークのマジックミラーナイト（2022年5月8日、文化放送）

### Webテレビ
- 鶴瓶＆ナイナイのちょっとあぶないお正月2024（2024年1月1日、ABEMA）- 巫女美女役[15]
- 鶴瓶&ナイナイのちょっとあぶないお正月2025（2025年1月1日、ABEMA）- 話題の地面師たち美女[16]、おせち重箱美女（かまぼこ）役[17]

### Webラジオ
- 藤森里穂のねほりはほりほラジオ（2024年3月24日～、ラジオクロニクル～らじくろ～）

- Vol.01（2024年3月24日）            * Vol.02（2024年4月23日）
- Vol.03（2024年5月24日）            * Vol.04（2024年6月26日）
- Vol.05（2024年7月24日）            * Vol.06（2024年8月25日）
- Vol.07（2024年9月21日）            * Vol.08（2024年10月22日）
- Vol.09（2024年11月18日）           * Vol.10（2024年12月15日）
- Vol.11（2025年1月21日）            * Vol.12（2025年2月18日）
- Vol.13（2025年3月21日）            * Vol.14（2025年4月25日）
- Vol.15（2025年5月23日）            * Vol.16（2025年6月19日）
- Vol.17（2025年7月18日）

- 楪カレンのみんなでゆいま～る♪（2025年1月31日、ゲスト：藤森里穂）

### Webチャット
- ライブチャット（2021年2月1日、FANZA）

### YouTube
- 【男の夢】AV女優5人と行く湯けむり温泉旅行でカップル誕生していちゃいちゃ膝枕はじまったwww（2022年10月27日、Hikaru Channel）[18]
- 第1回バトルミリオネア🔥ヒカル軍団（名人、みっき〜）VSレペゼン（銀太、まる）豪華ゲスト勢揃いクリスマス生放送！！！

　　-ラウンドガール-（2022年12月25日、Hikaru Channel）
- 大阪撮影会に密着してみた！(共演)（2024年1月19日、百永さりなチャンネル）[20]
- 【ご褒美あり】５人の美女の中に潜む「本物のセクシー女優」を当てろ！！（2021年9月11日、東海オンエア）[21]
- 初体験直後に相手の兄に無理矢理。藤森里穂の秘話にこじみなも驚愕。デリバリーピザの彼。バイトの恋。（2024年5月24日、はだかいっかん!）[22]
- 赤塚不二夫先生も昇天。イヤミにドラえもん、日本を代表するアニメを藤森里穂の名作達がまさかのオマージュ（2024年5月28日、はだかいっかん!）[23]
- 人気女優「藤森里穂」のプライベートS○X。何気に聞けないデビュー後の営み。（2024年5月31日、はだかいっかん!）[24]
- 【618女優開箱】藤森里穗篇｜等了五年終於合作啦！竟然每天堅持泡澡半小時？！（2024年7月11日、一劍浣春秋）[25]
- 極美慾女！藤森里穗來啦！（2025年5月15日、一劍浣春秋）[26]

### X(旧Twitter)
- 関西トレンド書店　来店告知（2023年4月13日、関西トレンド書店　来店情報アカウント【公式】）[27]
- sexy深掘りｲﾝﾀﾋﾞｭｰ（2023年11月23日、週刊アサヒ芸能＆アサ芸シークレット【公式】）[28]
- 里穂ちゃんからコメント（2023年12月7日、REbecca）[29](少し過激)
- ＼皆様へメッセージが届きました／（2024年12月1日、NAX東京本社【公式】）[30]
- 【出展者インタビュー】藤森里穂 様 編です✨@fujimoriho123 藤森さんの魅力的なインタビューを是非、CosketのTiktokアカウントでチェック宜しくお願いします💡（2025年4月5日、Cosket-コスケット-）[31]

### Tiktok
- 出展者 ＃藤森里穂 さんにインタビュー!（2025年4月5日、cosket5）[32]

### イベント
- million 新作発売記念（2021年2月27日、アリババ秋葉原店/ラムタラ秋葉原店）
- 麗-KIREI 新作発売記念（2022年6月10日、買取販売市場ムーラン秋葉原店）
- 麗-KIREI 新作発売記念（2022年6月26日、ラムタラエピカリアキバ）
- SOXSOCKS服家 -1日店長-（2022年7月3日、MAGNET by SHIBUYA109）
- 麗-KIREI 新作発売記念（2022年7月10日、買取まっくす 日本橋店）
- 麗-KIREI 新作発売記念（2022年8月13日、ラムタラ秋葉原店）
- 麗-KIREI 新作発売記念（2022年10月28日、ラムタラエピカリアキバ）（開催中止）
- バニーガールセッション撮影会（2023年1月9日、JIS難波）
- DVDサイン会（2023年4月30日、関西トレンド書店26号線葛の葉店）
- パチンコ店来店（2023年5月1日、エンターテイメントオメガ北白川店）
- Lovin You Trifille Vol.01発売記念（2023年8月27日、書泉ブックタワー）
- 近代麻雀水着祭2023（2023年9月18日、しらこばと水上公園）
- チャンス撮影会 CHINA SWEET（2024年1月7日、JIS難波）
- REbecca 新作発売記念（2024年1月12日、ラムタラメディアワールドアキバ）
- 本中 OPPAI PREMIUM IDEAPOCKET 合同スペシャルイベント（2024年2月17日、買取販売市場ムーラン秋葉原店）
- ダスッ！ 新作発売記念（2024年4月12日、studio knot）
- パチンコ店来店（2024年4月20日、グランキコーナ京都宇治店）
- ForAVer No.70 女優撮影会（2024年7月5日-7日、台北市）
- 藤森里穂 ブックレット撮影見学会（2024年7月28日、東京都内）
- 台北國際成人展（2024年8月9日-11日、南港展覽館2館1F）
- パチンコ店来店（2024年8月18日、キング観光サウザンド名古屋駅柳橋店）
- 藤森里穂のねほりはほりほラジオ公開収録（2024年8月31日、東京都内）
- ダスッ！ 新作発売記念（2024年9月15日、ＭＡＸ書店　名駅店）
- REbecca 新作発売記念（2024年10月12日、ラムタラメディアワールドアキバ）
- 2025年カレンダー発売記念イベント（2024年10月14日、書泉グランデ）
- ダスッ！ 新作発売記念（2024年10月19日、Space　札幌　大通EAST）
- 藤森里穂５周年　ファンミーティング（2024年11月17日、カラオケパセラ秋葉原電気街店）
- 藤森里穂写真集『Late Bloomer』発売記念イベント（2024年12月1日、書泉ブックタワー）
- 藤森里穂写真展『Late Bloomer』（2024年12月17-22日、渋谷ルデコ）
- パチンコ店来店（2025年1月11日、キング観光サウザンド金山店）
- 藤森里穂のねほりはほりほラジオ公開収録（2025年1月12日、東京都内）
- 藤森里穂『美女のハダカ』DVD発売記念イベント（2025年2月24日、ソフマップAKIBA アミューズメント館8F）
- パチンコ店来店（2025年3月20日、グランキコーナ大阪本店）
- パチンコ店来店　オープニングMC（2025年4月17-18日、スーパーコスモプレミアム堺店）
- DVDサイン会（2025年4月19日、関西トレンド書店26号線葛の葉店）
- Cosket-コスケット- vol.7（2025年4月29日、東京都立産業貿易センター浜松町館 4F 展示室）
- パチンコ店来店（2025年5月4日、キング観光 サウザンド桑名本店）キング観光サウザンド桑名サンシパーク店）
- 藤森里穂のねほりはほりほラジオ公開収録（2025年5月10日、東京都内）
- ForAVer No.88 女優撮影会（2025年5月16日-18日、台北市）
- 台北國際成人展（2025年8月8日-10日、南港展覽館2館1F）
- NAX on the beach（2025年8月23日、由比ヶ浜(神奈川県)）
- 藤森里穂のねほりはほりほラジオ公開収録（2025年9月20日、東京都内）
- TREND GIRLS撮影会2025（2025年9月27-28日、大磯ロングビーチ(神奈川県)）